# Genevieve Nnaji
Genevieve Nnaji (Imo, 3 maggio 1979) è un'attrice e cantante nigeriana.

## Biografia
Genevieve Nnaji cresce a Lagos, capitale commerciale della Nigeria. Quarta di otto figli, cresce in un ambiente della classe media. Il padre lavora come ingegnere e la madre è insegnante. Frequenta il Methodist Girls College Yaba, e l'università a Lagos. Nel periodo universitario Genevieve inizia a partecipare a diverse audizioni relative a progetti cinematografici di Nollywood.

## Carriera
Nnaji inizia a lavorare come attrice nella soap Ripples a 8 anni. Partecipa anche a diverse pubblicità.
Nel 1998, a 19 anni, le si spalancano le porte dell'industria cinematografica nigeriana grazie al film Most Wanted.
Nel 2004, dopo aver firmato con un'etichetta discografica del Ghana, Genevieve pubblica un album e nel 2008 dà il via alla sua casa di abbigliamento, la "St. Genevieve".
Nnaji ha ricevuto diversi premi nel corso della sua carriera, tra cui un premio come Miglior Attrice nel 2005 agli AMAA.

## Filmografia
- 30 Days
- Above Death
- Above the Law
- Agbako
- Age Of My Agony
- Agony
- Battleline
- Blood Sisters
- Break Up
- Broken Tears
- Bumper To Bumper
- Butterfly
- By His Grace
- Camouflage
- Caught In The Act
- Church Business
- Confidence
- Could This Be Love
- Critical Decision
- Dangerous Sisters
- Day of Doom
- Deadly Mistake
- Death Warrant
- Emergency Wedding
- Emerald
- For Better For Worse
- Formidable Force
- Games Women Play
- Girls Cot
- Goodbye New York
- God Loves Prostitutes
- He Lives In Me
- Honey
- Ijele
- Into Temptation
- Jack Knife
- Jealous Lovers
- Keeping Faith

- Last Weekend
- Late Marriage
- Letter to a Stranger
- Lionheart
- Love
- Love Affair
- Love Boat
- Man of Power
- More Than Sisters
- Never Die For Love
- Not Man Enough
- Passion And Pain
- Passions
- Player
- Power Of Love
- Power Play
- Private Sin
- Prophecy
- Rip Off
- Rising Sun
- Runs
- Secret Evil
- Sharon Stone
- Sharon Stone In Abuja
- Stand By Me
- Super Love
- Sympathy
- The Chosen One
- The Coming of Amobi
- The Rich Also Cry
- The Wind
- Treasure
- Two Together
- U Or Never
- Unbreakable
- Valentino
- Warrior's Heart
- Women Affair